# Sarrouilles
 Sarrouilles  es una población y comuna francesa, situada en la región de Mediodía-Pirineos, departamento de Altos Pirineos, en el distrito de Tarbes y cantón de Séméac.
Está integrada en la Communauté d'agglomération du Grand Tarbes.

## Demografía
| 374 | 360 | 415 | 468 | 526 | 548 |
| Para los censos de 1962 a 1999 la población legal corresponde a la población sin duplicidades (Fuente: INSEE [Consultar]) |     |     |     |     |     |